# 扑翼样震颤
扑翼样震颤是一种负性肌阵挛，这种运动障碍的特点是无法稳定地保持某个姿势，表现为手伸出且手腕向上弯曲时手的抽搐动作（类似于鸟拍打翅膀，因此称为“扑翼样震颤”）。
扑翼样震颤是由间脑运动中枢功能异常引起的，该中枢调节参维持位置的肌肉。扑翼样震颤与各种脑病相关，尤其是代谢异常所致脑病，如肝性脑病、肺性脑病等，也由中风或可由药物引起。

## 病理生理学
由研究者认为，丘脑病变所致的单侧扑翼样震颤是由受到过度抑制的感觉运动皮层介导的。

## 诱因
扑翼样震颤的可能原因有：
- 肝性脑病： 由于肝脏氨代谢异常从而导致氨对大脑的损害。[8]
- 其它代谢性脑病
- 威尔森氏症
- 肾衰竭和氮质血症（英语：azotemia）
- 电解质代谢异常：如低钾血症和低镁血症
- 脑结构受损：如脑溢血、肿瘤，通常会导致双侧的扑翼样震颤
- 一些药物, 特别是苯妥英，其它有关的药物有：苯二氮卓类药物、水杨酸盐、巴比妥酸盐、丙戊酸盐、加巴喷丁[9]、锂、头孢他啶和甲氧氯普胺。[10]
- 高钙血症（不典型）[11]

## 历史
R.D. Adams和 J.M. Foley 于1949 年首次描述了严重肝功能衰竭和脑病患者的扑翼样震颤。